# Los alienígenas
Los alienígenas és el quart àlbum de la sèrie Superlópez, i el primer íntegrament creat per Jan. L'aventura està composta per vuit historietes curtes: Los invasores, Alucinomanía, ¡Fuera De Combate!, El gran asalto al banco, La noche de los generales, ¡Alerta a la Tierra...!, Busca y captura ... i Feliz epílogo. Totes les històrietes tenen una extensió de vuit pàgines, excepte la darrera, que en té sis.

## Creació

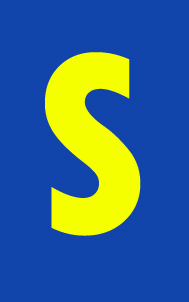
Lletra S similar a la utilitzada per Superlópez a partir d'Els alienígenes.

Efepé s'havia endarrerit en el lliurament dels seus guions per la qual cosa Jan va decidir exercir també com a guionista a més de com a dibuixant. Amb el personatge ja definit en els números anteriors, succeïa que a Jan no li interessava especialment la crítica continuada de superherois, «ja que en realitat això equivalia a fer una altra més», i preferia treballar amb les seves pròpies idees, més enfocades al món real que l'envoltava que a les coordenades típiques d'aquests. Aprofitant la popularitat que la ciència-ficció sobre extraterrestes despertava en l'època, amb pel·lícules com La invasió dels ultracossos, La cosa de John Carpenter, o Alien, el vuitè passatger, Jan paròdia aquest tema alhora que comença a utilitzar molts dels elements que caracteritzarien posteriorment a la sèrie. Superlópez va recuperar així el paper protagonista que havia perdut en El supergrupo i a ¡Todos contra uno, uno contra todos!.
En Els alienígenes també es va produir un canvi en l'estètica del personatge, per la seva condició inicial de paròdia: el vestit de Superlópez s'assemblava al de Superman, de manera que l'anagrama de l'original va ocasionar problemes entre DC Comics i Editorial Bruguera. L'editorial nord-americana, que distribuïa Superman a Espanya també a través de Bruguera, va al·legar davant la possibilitat de perdre vendes que Superlópez es tractava d'un plagi i, encara que no hi va haver problemes legals, DC Comics va exercir pressions que van impedir publicar el personatge en altres països com França o Bèlgica, així com va pressionar a Bruguera perquè deixés d'utilitzar al Supergrup. L'assumpte del logo li causava però indiferència a Jan i, després d'arribar a un compromís entre les editorials, la S es va modificar finalment per una altra amb un traç molt més simple (encara que l'autor afirma que no ho va fer perquè fos més fàcil i ràpida de dibuixar), El canvi estètic es va veure inicialment durant la historieta "¡Fuera de combate!" quan es veu el vestit a la tintoreria. A edicions posteriors a Bruguera, el canvi ja es produix al principi de la història quan es veu el vestit a la pàgina 5.
En aquesta història es veu per primer cop al personatge fent el gest de banyes amb els dits per volar, que es convertirà en característic.

## Trajectòria editorial
La història es va publicar inicialment serialitzada als números 83 a 90 de Mortadelo Especial el 1980 i ha tingut les següents reedicions en altres formats:
- Col·lecció Olé nº4 de la col·lecció de Superlópez publicat el febrer de 1981. Editorial Bruguera va publicar 4 edicions i va ser reeditat per Ediciones B amb 3 edicions més.
- SuperHumor Superlópez nº1 publicat el setembre de 1982 amb una 2ª Edició octubre de 1983. També va ser reeditat per Ediciones B amb múltiples reedicions.
- Gran Festival del cómic nº2 d'Ediciones Bruch de setembre de 1988. La història s'incloïa inacabada faltant-hi les dues darreres historietes.
- TBO del Periódico de Catalunya nº95 i de 97 a 105. Suplement d'El Periódico de Catalunya publicat entre juny de 1989 i gener de 1990.
- Colección Fans nº4 d'Ediciones B (setembre de 2002).
- Las Mejores Historietas del Cómic Español nº9 de Unidad Editorial (juliol de 2005).

A Alemanya, on el personatge va rebre el nom de Super-Meier, l'editorial Condor Verlag va publicar el 1983 els últims capítols d'aquesta aventura en el seu cinquè número, utilitzant la portada de l'àlbum El senyor de los chupetes, mentre que la portada d'aquest àlbum va ser utilitzada en el quart número i els primers capítols en el quart.